# Daniel Cosío Villegas
Daniel Cosío Villegas (Mexico-Stad, 23 juli 1898 – aldaar, 10 maart 1976) was een Mexicaans historicus en econoom.
Cosío Villegas studeerde geschiedenis, rechten en filosofie aan Harvard University en de Nationale Autonome Universiteit van Mexico (UNAM). Hij werkte korte tijd als journalist bij Excélsior en sloot zich later aan bij José Vasconcelos en diens tijdschrift La Antorcha. In de jaren 30 werkte hij als secretaris-generaal van de UNAM, raadgever bij de Banco de México, directeur van de Nationale Economieschool en de Fondo de Cultura Económica, een door hem opgerichte uitgeverij.
Cosío Villegas onderscheidde zich als een van de weinige onafhankelijke intellectuelen. De meeste andere intellectuelen waren afhankelijk geworden door de Institutioneel Revolutionaire Partij (PRI), die vrijwel een monopoliepositie had op de macht, en haalden het niet in hun hoofd de Mexicaanse regering te bekritiseren. Cosío Villegas schreef echter tal van taboedoorbrekende boeken en artikelen, waarin hij wees op het gevaar van een te sterke uitvoerende macht, het gebrek aan democratie bekritiseerde en het ontbreken van een gezond publiek debat aan de kaak stelde. Ook wees hij erop dat de regering helemaal niet zo revolutionair was als zij beweerde te zijn, en vergeleek het Mexico van zijn tijd met dat van de prerevolutionaire president Porfirio Díaz, aan wie hij meerdere biografieën wijdde.
Van 1957 tot 1963 was hij voorzitter van het Colegio de México. In 1959 werd hij voorzitter van de Economische en Sociale raad van de Verenigde Naties. In 1971 ontving hij de Nationale Literatuurprijs. In zijn laatste jaren was hij een van de weinige critici van president Luis Echeverría, die hij een monomaan en een gek noemde. Waar de meeste intellectuelen lieten inpakken door Echeverría of lieten afschepen met goedbetaalde erebaantjes, publiceerde Cosío Villegas De presidentiële opvolging (La sucesión presidencial, 1975), waarin hij de autoritaire, "keizerlijke" macht van de president bekritiseerde en erop wees dat Echeverría een politieke en economische ramp aan het veroorzaken was. Hij overleed een jaar later.